# 내털리 베넷
내털리 루이즈 베넷(영어: Natalie Louise Bennett, 1966년 2월 10일 ~ )은 영국의 정치인이자 저널리스트로, 2012년 9월부터 잉글랜드 웨일스 녹색당의 대표가 되어 이끌고 있다. 오스트레일리아에서 태어나고 자란 베넷은 뉴사우스웨일스주의 지역신문사에서 저널리스트 경력을 시작했고, 1995년에는 태국으로 떠나 이후 4년간 국제 오스트레일리아 자원봉사단과 《방콕 포스트》 신문사에서 일했다. 1999년 영국에 거주하기 시작한 이래 《가디언》, 《인디펜던트》, 《타임스》 신문에 글을 기고하고 있다. 2006년 1월 녹색당에 가입하고 나서 6년 후인 2012년 9월에는 녹색당 대표에 당선되었다.

## 어린 시절
베넷은 1966년 2월 10일 오스트레일리아 시드니 교외에 있는 이스트우드에서 존 베넷과 조이 베넷의 딸로 태어났다. 베넷의 부모님은 10대 노동계층으로, 시간제 비서와 견습 목수 일을 하고 있었다. 어머니는 1989년 자동차 추돌사고로 사망했다.
베넷은 뉴사우스웨일스주 버우드에 있는 독립 주간 여학교인 MLC 스쿨에서 장학금을 받으며 공부했다. 그리고 가족 중에서 처음으로 대학에 들어갔다. 그런 뒤 그녀는 시드니 대학교에서 농학 학사를, 뉴잉글랜드 대학교 아시아학과에서 문학 학사를, 그리고 레스터 대학교 대중 전달학과에서 문학 석사 학위를 따냈다.

## 저널리즘 활동
베넷은 뉴사우스웨일스주에서 《노던 데일리 리더》(탬워스 발행)를 비롯한 다양한 지역신문사에서 일하면서 저널리즘 경력을 시작했다. 1995년에는 오스트레일리아를 떠나 태국에서 4년간 살았다. 그곳에서 베넷은 국가여성위원회 사무소에 있는 국제 오스트레일리아 자원봉사단에서 일하고, 《방콕 포스트》 신문사로 자리를 옮겨 외국인 최고 부편집장이 되었다.
베넷은 1999년 영국으로 이주했다. 이후 2013년 베넷은 〈인사이드 스토리〉와의 인터뷰에서 출생국과 관련해 "자진해서 영국에 가리라고는 상상조차 못했다"고 말하기도 했다. 베넷은 영국에서 2006년부터 《가디언》의 '자유 논평 (Comment is Free)' 란에 글을 기고해 왔다. 또한 블로그를 운영하기도 했다. 2007년 12월부터 2012년 3월까지는 《가디언 위클리》의 부편집장, 편집장을 차례로 맡았다. 또 런던에서 발행되는 《인디펜던트》와 《타임스》 신문사에서 일하기도 했다. 2012년에는 자진 명예퇴직을 하고 언론계를 떠났다.

## 정치 경력
내털리 베넷은 2006년 1월 1일 녹색당에 가입했다. 이후 같은 해 그녀는 캠던 구의회 선거에서 리전트파크 구에 출마했고 2010년 구의회 선거에서 서머스타운 구에 다시 한벉 출마했지만 두번 모두 당선되지는 못했다. 2007년 9월부터 2011년 8월까지는 녹색당 전국 임원진의 당내 소통책임자를 맡았다.
2010년 1월 베넷은 홀본 세인트판크라스 지역구의 국회의원 후보로 출마할 것을 지명받았다. 5월에 치러진 총선에서 베넷은 2.7% 득표율로 4위에 올랐다. 그 다음에는 2012년 런던 의회 선거에 출마했고, 녹색당 내에서 런던 전역 기준 4위에 오른 후보가 되었다.
베넷은 어렸을 때부터 스스로를 페미니스트로 생각해 왔고, 그것이 자신의 "첫 정치적 견해"였다고 주장한다. 베넷은 녹색당 여성단체를 창립하고, 2010년부터 2014년까지 포셋 소사이어티의 이사를 맡기도 했다. 한편 농학 학위를 받았을 때 환경 문제에 관심을 갖게 되었다. 또한 군주제 폐지에 찬성한다.

### 녹색당 대표
2012년 9월 3일, 베넷은 캐럴라인 루커스의 뒤를 이어 잉글랜드 웨일스 녹색당의 대표가 되었다. 2012년 녹색당 대표 선거에서는 전체 3,127표, 투표율 25.1%로 대표가 당선됐다. 베넷은 BBC와의 인터뷰에서 "8월달에 선거를 치뤘다고 치더라도, 그 투표율이 딱히 높지는 않을 거라고 어느 정도 예상가지 않느냐"라고 말하며 투표율을 옹호했다. 베넷은 자신이 대표로 당선되자 기자 회견을 열고 녹색당의 정책은 "영국인, 그리고 세상을 위해 실행 가능한 단 하나의 방법"이라 밝혔다.

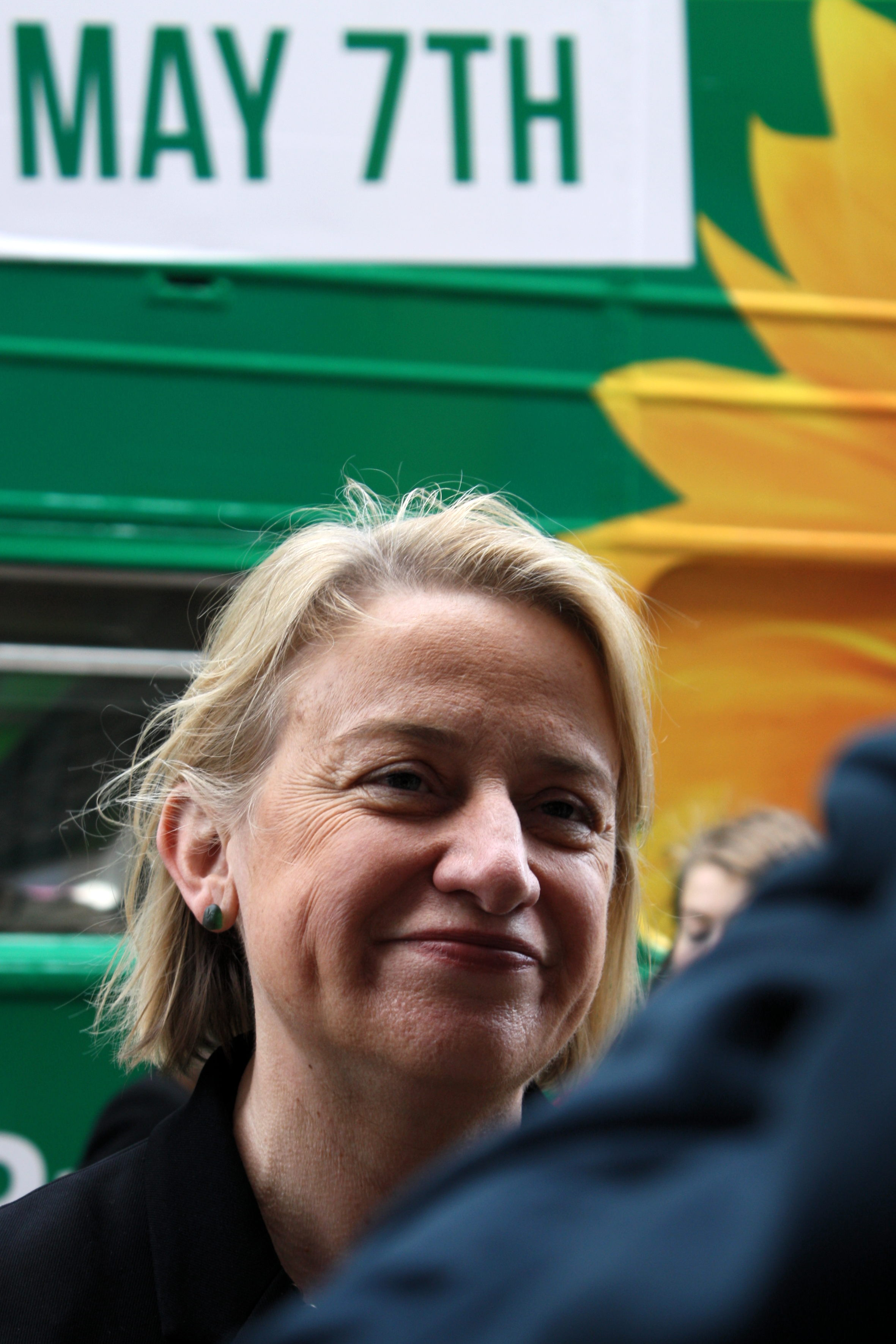
2015년 총선 기간에 케임브리지에서 선거 유세를 펼치고 있는 베넷

2014년 5월 베넷은 홀본 세인트판크라스 지역구의 국회의원 선거전에 다시 한번 지명되었다. 이후 2014년 9월에는 경쟁 후보 없이 당대표로 재선했다. 한편 2015년 2월, 베넷은 라디오 방송국인 LBC과 주택건설 기금과 관련해 대담하면서 인터뷰가 "굉장히 고통스럽다"고 표현하기도 했다.
2015년 1월, 오프콤은 2015년 총선 기간에 텔레비전으로 방송되는 토론회에서 베넷과 녹색당을 제외하기로 정했다. 이 결정으로 인해 베넷이 본 결정을 "변명할 여지 없이 수치스럽다"고 일컫고, 데이비드 캐머런이 자신은 베넷이 제외된다면 "토론이 전혀 오가지 않을 것이니 정말 기쁠 것"이라고 주장하면서 녹색당의 지지도 급증으로 이어졌다. 오프콤의 결정은 이후 녹색당의 지지도가 다시 상승하고 나서 뒤집어졌다. 최종적으로 일주일간 토론회는 4월 2일 베넷이 참석한 채 열리게 되었다.

## 개인 생활
베넷은 노스런던에 거주한다. 남편은 사회주의 노동자당의 전 당원이었던 좌파 운동가 짐 젭스 로, 2003년경 당에서 탈당할 때까지 10여년 가까이 활동했다.

## 저서
- Editor, Thailand Country Study: Best Practice Guide on Sustainable Action Against Child Labour (1998) ISBN 974-8369-59-5[23]
- Editor, Women's Health and Development, Country Profile Thailand[24]